# Властелин колец: Две крепости
«Властели́н коле́ц: Две кре́пости» (англ. The Lord of the Rings: The Two Towers) — приключенческий фильм в жанре эпического фэнтези 2002 года, восьмой полнометражный фильм, снятый режиссёром Питером Джексоном по сценарию Фрэн Уолш, Филиппы Бойенс, Стивена Синклера и самого Джексона, основанный на Двух крепостях 1954 года, втором томе романа Джона Рональда Руэна Толкина, Властелин колец. Продолжение фильма 2001 года Властелин колец: Братство Кольца вторая часть кинотрилогии Властелин колец. В фильме снялись такие актёры как Элайджа Вуд, Иэн Маккеллен, Вигго Мортенсен, Шон Эстин, Лив Тайлер, Кейт Бланшетт, Джон Рис-Дэвис, Бернард Хилл, Кристофер Ли, Билли Бойд, Доминик Монаган, Орландо Блум, Хьюго Уивинг, Миранда Отто, Дэвид Уэнем, Брэд Дуриф, Карл Урбан и Энди Серкис.
Продолжая сюжет предыдущего фильма, он пересекает три сюжетные линии: Фродо и Сэм продолжают свой путь в Мордор, чтобы уничтожить Кольцо Всевластия, теперь им помогает Голлум, ненадёжный бывший носитель кольца. Мерри и Пиппин сбегают от своих орков-захватчиков, встречают Энта Древоборода и помогают спланировать атаку на Изенгард, крепость Сарумана. Арагорн, Леголас и Гимли в своих поисках приходят в охваченную войной страну Рохан и воссоединяются с воскресшим Гэндальфом, прежде чем сразиться с легионами коварного волшебника Сарумана в битве при Хельмовой Пади.
Фильм Властелин колец: Две крепости финансировался и распространялся американской студией New Line Cinema, но снимали и монтировали полностью в родной для Джексона Новой Зеландии, одновременно с двумя другими частями трилогии. Премьера состоялась 5 декабря 2002 года в театре Зигфелда в Нью-Йорке, а затем 18 декабря фильм был выпущен в США и 19 декабря в Новой Зеландии. Фильм был принят как критиками и зрителями, которые считали его вехой в кинематографе и достижением в жанре фэнтезийного фильма. Он получил похвалу за свою режиссуру, боевые сцены, игру актёров, саундтрек и визуальные эффекты, особенно за Голлума. Он собрал более 936 миллионов долларов по всему миру во время своего первоначального проката, что сделало его самым кассовым фильмом 2002 года, а также третьим кассовым фильмом всех времён после фильмов «Титаник» и «Гарри Поттер и философский камень» на момент выхода. После последующих перевыпусков фильм собрал 951 миллион долларов.
Как и другие фильмы трилогии, фильм был широко признан одним из величайших и самых влиятельных фильмов, когда-либо снятых, а также одним из величайших сиквелов в истории кино. Фильм получил многочисленные награды; на 75-й церемонии вручения премии «Оскар» он был номинирован на шесть наград, включая «Лучший фильм», получив награду за «Лучший звук» и «Лучшие визуальные эффекты».
Последняя часть трилогии, «Возвращение короля», была выпущена в 2003 году.

## Сюжет
Пробудившись от сна, в котором Гэндальф сражался с Балрогом в Мории, Фродо Бэггинс и Сэмуайз Гэмджи оказываются затерянными в Эмин Муиле близ Мордора. Они обнаруживают, что за ними следит Голлум, бывший носитель Кольца. Захватив Голлума, Фродо сжалился над ним и позволил ему вести их, напомнив Сэму, что им понадобится помощь проводника, чтобы проникнуть в Мордор.
Арагорн, Леголас и Гимли преследуют банду Урук-хай, чтобы спасти своих товарищей Мерри и Пиппина, и попадают в королевство Рохан, страну коневодов. Урук-хай попадают в засаду, устроенную группой рохирримов, что позволяет Мерри и Пиппину сбежать в лес Фангорн. Встретившись с группой Арагорна, лидер рохирримов Эомер объясняет, что он и его люди были изгнаны королем Рохана Теоденом, который находится под контролем Сарумана и его слуги Гримы Гнилоуста. Эомер считает, что Мерри и Пиппин были убиты во время налета, но оставляет группе двух лошадей. В Фангорне группа Арагорна встречает Гэндальфа, который после битвы с Балрогом был воскрешён как Гэндальф Белый, чтобы помочь спасти Средиземье.
Гэндальф присоединяется к троице и ведёт их в столицу Рохана Эдорас, освобождает Теодена из-под чар Сарумана, а Грима в один миг лишается своего положения при дворе. Арагорн останавливает Теодена от казни Гримы, который сбегает в Изенгард. Узнав о планах Сарумана уничтожить Рохан с помощью его армии Урук-хай, Теоден эвакуирует своих подданных в крепость Хорнбург в Хельмовой Пади. Гэндальф отправляется на поиски Эомера и его воинов, надеясь, что они будут сражаться за своего восстановленного короля. Арагорн заводит дружбу с племянницей Теодена, Эовин, которая влюбляется в него. Когда на беженцев, направляющихся в Хельмову Падь, нападают орки Сарумана верхом на варгах, во время сражения с ними Арагорн падает со скалы и считается погибшим. Его находит конь Теодреда Брего, которого Арагорн ранее успокоил и убедил конюхов отпустить его, и он на своём новом коне отправляется в Хельмову Падь, где становится свидетелем того, как армия Сарумана приближается к крепости.
В Ривенделле Элронд, отец Арвен, говорит ей, что Арагорн не вернётся. Он говорит ей, что Арагорн или погибнет в этой войне, или даже если Саурон будет повержен и Арагорн станет королем, он смертен и Арвен переживет Арагорна на тысячи лет и угаснет в тоске и одиночестве, Арвен с болью отправляется в Валинор. С Элрондом связывается Галадриэль из Лотлориэна, которая убеждает его, что эльфы должны уважать свой союз с людьми, и они отправляют отряд эльфов в Хельмову Падь.
В Фангорне Мерри и Пиппин встречают энта Древоборода (Древня). Убедив его, что они союзники, они попадают на Совет энтов, где энты решают не участвовать в предстоящей войне. Пиппин просит Древня отвести их в сторону Изенгарда, где они становятся свидетелями вырубки лесов, вызванной военными действиями Сарумана. Разъяренные энты штурмуют Изенгард, открывают путь реке, которая сносит орков, и заключают Сарумана в ловушку в его башне.
Арагорн прибывает в Хельмову Падь, предупреждая Теодена о приближении армии Сарумана. Теоден готовится к битве, несмотря на значительное численное превосходство противника. Отряд эльфов Лотлориэна прибывает на помощь народу Рохана незадолго до битвы. Урук-хай пробивают внешнюю стену с помощью взрывчатки и в ходе последовавшей атаки убивают командира эльфов Халдира. Защитники отступают в крепость, где Арагорн убеждает Теодена встретиться с Урук-хай в последней атаке - к смерти и славе! На рассвете, когда защитники были практически разбиты, прибыли Гэндальф и Эомер с рохирримами, что изменило ход битвы. Выжившие Урук-хай бежали в лес Фангорн и были убиты энтами. Гэндальф предупреждает, что месть Саурона будет скорой и ужасной, впереди битва за Средиземье и вся надежда теперь на Фродо и Сэма, бредущих где-то в глуши.
Голлум ведёт Фродо и Сэма через Мертвые Болота к Чёрным Вратам, но оказавшись около врат, они понимают, что не получится пройти через них незамеченными, Голлум говорит, что есть и другой путь в Мордор. Фродо и Сэма захватывают разведчики Итилиэна во главе с Фарамиром, младшим братом покойного Боромира. Фродо помогает Фарамиру поймать Голлума, чтобы спасти его от расправы. Узнав о Кольце, Фарамир забирает своих пленников в Гондор, чтобы доставить Кольцо своему отцу Дэнетору. Проходя через осажденный город Осгилиат, Фродо пытается объяснить Фарамиру истинную природу Кольца, а Сэм объясняет, что Боромир сошёл с ума от его силы. Назгул едва не захватил Фродо, который попал под власть Кольца, но Сэм спас его и напомнил обескураженному Фродо, что они сражаются за добро, которое ещё осталось в Средиземье. Впечатлённый решимостью Фродо, Фарамир отпускает их, за что ему предстоит заплатить жизнью, после чего, он спросил, куда они направятся. Когда Фродо сказал, через какую местность будет вести их Голлум, Фарамир, догадавшись, что Голлум поведёт их через Кирит Унгол, предупреждает Фродо об опасности, что таится там. Чувствуя, что его предали из-за поимки, Голлум решает вернуть Кольцо, приведя Фродо к «ней» по прибытии в Кирит Унгол.

## В ролях
- Элайджа Вуд — Фродо Бэггинс
- Вигго Мортенсен — Арагорн
- Иэн Маккеллен — Гэндальф Серый / Гэндальф Белый
- Шон Эстин — Сэмуайз Гэмджи
- Доминик Монаган — Мериадок Брендибак (Мерри)
- Билли Бойд — Перегрин Тук (Пиппин)
- Орландо Блум — Леголас
- Джон Рис-Дэвис — Гимли, сын Глоина
- Энди Серкис — Голлум / Смеагол
- Кристофер Ли — Саруман Белый
- Бернард Хилл — Теоден
- Миранда Отто — Эовин
- Карл Урбан — Эомер
- Брэд Дуриф — Грима Гнилоуст
- Хьюго Уивинг — Элронд
- Лив Тайлер — Арвен
- Дэвид Уэнем — Фарамир
- Кейт Бланшетт — Галадриэль
- Крэйг Паркер — Халдир из Лориена
- Джон Ли — Хама
- Брюс Хопкинс — Гамлинг
- Пэрис Хоу Стрю — Теодред
- Джон Бах — Мадрил
- Шон Бин — Боромир (режиссёрская версия)
- Сала Бэйкер — Маухур
- Роберт Поллок — Орк из мордора
- Нэтаниэл Лис — Углук
- Стефан Уре — Гришнак
- Джон Ноубл — Дэнетор (режиссёрская версия)

### Озвучивание
- Джон Рис-Дэвис — Древень (голос)
- Энди Серкис — Орк из Мордора (играет Роберт Поллок); Гришнак (играет Стефан Уре)

## Выход фильма

### Кассовые сборы
«Властелин колец: Две крепости» вышел на экраны кинотеатров 18 декабря 2002 года, заработав $ 64,2 миллиона в дебютный уик-энд в США и Канаде. Финальные сборы составили $ 342 551 365 в Северной Америке, $ 583 495 746 в остальных странах мира и $ 926 047 111 общих сборов при бюджете в $ 94 миллиона. Он стал самым кассовым фильмом 2002 года.

## Отзывы
Фильм получил крайне высокие оценки мировой кинопрессы: на сайте Rotten Tomatoes его рейтинг составляет 96 % на основе 248 рецензий со средним баллом 8,5 из 10, на сайте Metacritic фильм получил 88 баллов из 100 на основе рецензий 38 критиков.
Роджер Эберт из Chicago Sun-Times дал фильму три звезды из четырёх, назвав его «одним из самых захватывающих боевиков, когда-либо снятых», и заявив: «Он не верен духу Толкина и лишён большей части очарования и причудливости книг, но он сам по себе является визионерским триллером».
Также фильм занимает 15-е место в списке «250 лучших фильмов по версии IMDb».

## Награды и номинации
Полный список всех наград и номинаций фильма на сайте IMDb.com
| Премия | Категория                            | Получатель(и)                                               | Результат | Пр.           |
| ------ | ------------------------------------ | ----------------------------------------------------------- | --------- | ------------- |
| Оскар  | Лучший фильм                         | Барри М. Осборн, Фрэн Уолш и Питер Джексон                  | Номинация | [ 11 ] [ 12 ] |
| Оскар  | Лучшая работа художника-постановщика | Постановщик: Грант Мейджор; Декораторы: Дэн Хенна и Алан Ли | Номинация | [ 11 ] [ 12 ] |
| Оскар  | Лучший монтаж                        | Майкл Хортон                                                | Номинация | [ 11 ] [ 12 ] |
| Оскар  | Лучший звук                          | Кристофер Бойс, Майкл Семаник, Майкл Хеджес и Хаммонд Пик   | Номинация | [ 11 ] [ 12 ] |
| Оскар  | Лучший звуковой монтаж               | Этан Ван дер Рин и Майк Хопкинс                             | Победа    | [ 11 ] [ 12 ] |
| Оскар  | Лучшие визуальные эффекты            | Джим Райгил, Джо Леттери, Рэндолл Уильям Кук и Алекс Функе  | Победа    | [ 11 ] [ 12 ] |

## Варианты монтажа
Различают два варианта монтажа:
1. Прокатная версия — сокращённая версия по требованиям прокатных компаний США, показанная в кинотеатрах и по телевидению; продолжительность — 2:59:24; режиссёр дубляжа — Леонид Белозорович, киностудия «Мосфильм-Мастер», на базе киноконцерна «Мосфильм», 2002 г. Русский адаптированный сценарий — Павел Санаев, Анна Хромова.
2. Режиссёрская версия (англ. director’s cut) — полная версия, на 50 минут длиннее, чем сокращённый прокатный вариант[13], продолжительность — 3:55:29.